# 圣良纳墓穴

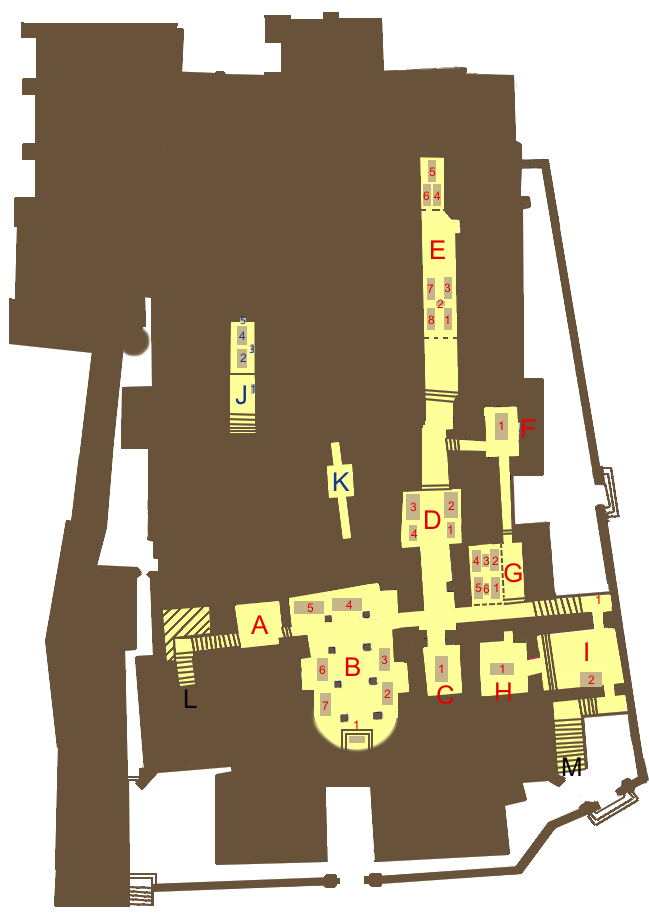
圣良纳墓穴的位置 (B) 瓦维尔主教座堂下方

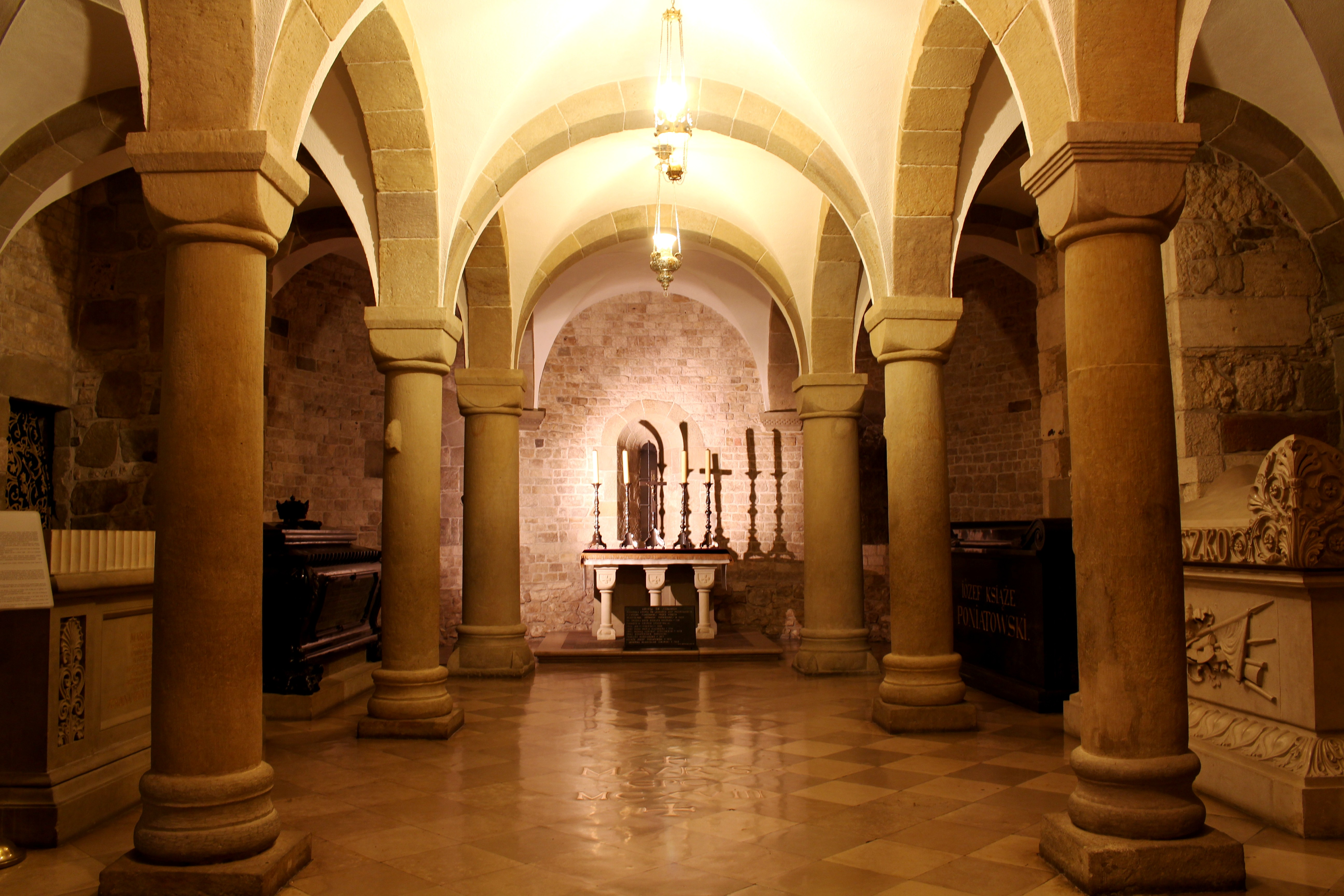
圣良纳墓穴，扬三世·索别斯基墓

圣良纳墓穴（Krypta św. Leonarda na Wawelu）位于波兰克拉科夫的瓦维尔主教座堂的下方，罗马式风格，由卡齐米日一世建于11世纪（约1038-1039年），正是他将克拉科夫定为首都。
11世纪末，主教座堂开始施工，称为“赫尔曼诺夫斯卡”，瓦迪斯瓦夫一世·赫尔曼很可能是它的施主。主教座堂于1142年祝圣。人们对这座新建筑的了解更多，因为自13世纪，它的形象被刻在教堂印章上，其遗迹现在保存完好 – 包括银钟楼的下部。
整个圣良纳墓穴由八根柱子支撑。1118年，莫鲁斯主教埋葬于此。后来从坟墓中挖掘出了圣餐盘和圣杯。这一时期还出现了12世纪的匈牙利拉斯洛四世堡垒的圆形大厅，可能是皇室的洗礼堂，龙穴附近的教堂，以及桑多米尔斯卡塔旁的圆形大厅– 可能是从11世纪下半叶开始。
墓穴里有波兰国王和英雄的坟墓，例如： 
- 米哈乌一世 - 波兰国王和立陶宛大公
- 扬三世·索别斯基 - 波兰国王、立陶宛大公，维也纳战役的指挥官
- 玛丽亚·卡齐米埃拉·达尔昆 - 波兰王妃和立陶宛大公夫人，扬三世·索别斯基的妻子
- 约瑟夫·波尼亚托夫斯基 - 波兰亲王、法国元帅
- 塔德乌什·柯斯丘什科 -  美国独立战争中的波兰将军、革命者和准将
- 瓦迪斯瓦夫·西科尔斯基 - 波兰流亡政府总理和波兰共和国军总司令

1946年11月2日，教宗若望保禄二世在圣良纳墓穴的祭台举行了他晉鐸後的第一台弥撒。